# Grote egeltenrek
De grote egeltenrek (Setifer setosus)  is een zoogdier uit de familie van de tenreks (Tenrecidae). De wetenschappelijke naam van de soort werd voor het eerst geldig gepubliceerd door Johann Christian von Schreber in 1778.

## Kenmerken
Deze egelachtige tenrek heeft korte, scherpe, witgepunte stekels op de romp en een ruige, zwarte tot grijze vacht op kop en poten. De lichaamslengte bedraagt 15 tot 22 cm, de staartlengte 1,5 cm en het gewicht 175 tot 275 gram.

## Leefwijze
In tegenstelling tot de echte egels is dit solitaire, omnivore dier overdag actief. Bij dreigend gevaar rolt het zich op tot een stekelige bal. Het is een goede klimmer. Zijn gevarieerd menu omvat wormen, insecten, amfibieën, reptielen, aas en vruchten. Bij slechte omstandigheden vervalt het dier wekenlang in een rusttoestand.

## Verspreiding
Deze soort komt algemeen voor in Madagaskar